# Gruppi etnici in Thailandia
La Thailandia è un paese multietnico con molti gruppi etnici distinti che includono il più grande gruppo Thai e le venti tribù delle colline che vivono nella Thailandia del Nord. Insieme compongo il 75% della popolazione che approssimativamente è di 65 milioni di persone.
L'85% della popolazione parla lingue tai e condividono una cultura comune.

## Gruppi etnici in ordine alfabetico
1. Akha
2. Bru occidentali
3. Cham
4. Thai cinesi (prevalentemente chaozhou e hakka)
5. Chong
6. Hmong
7. Karen
8. Khmer
9. Khmu
10. Kuy
11. Lahu
12. Lanna (thai del nord)
13. Lao
14. Lawa
15. Lisu
16. Lolo (yi)
17. Lua
18. Malesi
19. Mani (Negritos)
20. Mlabri
21. Moken
22. Mon
23. Nyahkur (Nyah Kur, Chao-bon)
24. Palaung (de'ang)
25. Pear
26. Phai
27. Phu thai
28. Phuan
29. Saek
30. Shan
31. So
32. Thai del sud
33. Tai dam (tai neri)
34. Tai deng
35. Tai lü
36. Tai nüa
37. Thai
38. Urak lawoi
39. Vietnamiti
40. Yao (iu mien)